# Víctor Chávarri y Anduiza
Víctor José Luis Paulino de Chávarri Anduiza, más conocido como Víctor Chávarri y Anduiza, I marqués de Triano (Bilbao, Vizcaya, 18 de junio de 1888, íb. 30 de julio de 1970) fue un empresario español y reconocido industrial vizcaíno.

## Biografía
Víctor Chávarri y Anduiza nació en Bilbao como primer hijo del matrimonio entre Víctor Chávarri Salazar y Soledad Anduiza y Goicoechea. Tendría dos hermanas, María de los Ángeles y María de las Mercedes, nacidas en 1891 y 1896, respectivamente. Estudio ingeniería al igual que su padre, con la salvedad de hacerlo en la universidad de Madrid, y no en la de Lieja.
Desde 1911, antes de graduarse en 1914, ya comenzó a participar activamente en los negocios familiares y a lo largo de su vida formó parte de los consejos de muchas empresas reconocibles del tejido industrial vizcaíno como Altos Hornos de Vizcaya, Babcock & Wilcox, Banco de Bilbao, Ferrocarriles Vasco-Asturianos o Construcciones Aeronáuticas entre muchas otras.
En 1920 fue elegido diputado a las Cortes Generales por la Liga de Acción Monárquica (parte de los conservadores mauristas en las elecciones) por el distrito 80 (Durango). En las elecciones de 1923 repetiría escaño.
También en 1920 se le concedería el título de Marqués de Triano, un reconocimiento tanto a él mismo como al trabajo de su familia, En 1950 le fue concedida la Gran Cruz de la Orden de Isabel la Católica.

## Vida familiar
Se casó por recomendación familiar del grupo Chávarri con Josefa Poveda Echagüe, familia del General Echagüe, ayudante de órdenes de Alfonso XIII de España. Con ella tuvo cinco hijos:
- María Victoria Chávarri y Poveda (1911-2006), casada en Artaza en 1933 con Enrique de Queralt y Gil Delgado (1910-1992), XII conde de Santa Coloma.[4]
- Gabriela Luisa Chávarri y Poveda.
- Gabriel Chávarri y Poveda (1912-2003), II Marqués de Triano, casado en primeras nupcias con María de las Mercedes de Osma y Yohn (1918-), y en segundas con Mercedes Prado Urquijo (1923-2019).
- Víctor Chávarri y Poveda (1914-1998, casado con María de la Asunción Armada y Ulloa (1919-2003).
- José María Chávarri y Poveda (1916-2013), casado en primeras nupcias con María de la Asunción de Ybarra y Zayas (1917-1958) y en segundas con Irene Beuste Hourdebaigt (1928-2013).[5]